# 现任中国共产党贵州省地级行政区委员会书记列表

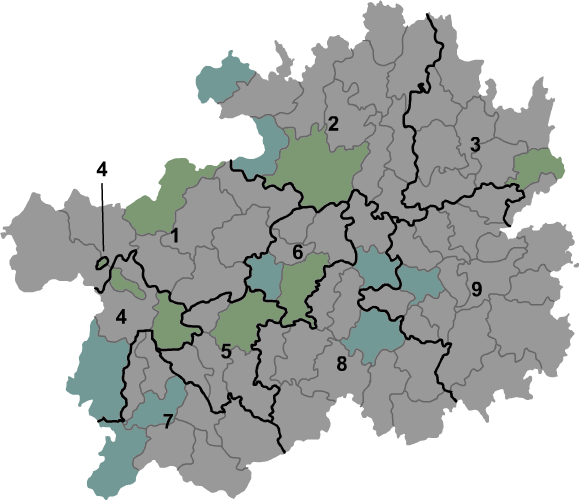
以贵州省地級行政區來劃分，
具體請見：「贵州省」條目，
「行政區劃」章節

本列表列出中国共产党贵州省9個地級行政區委员会的現任书记。該自治区的6个地級市、3个自治州的市（州）委书记均由唯一執政黨中國共產黨的黨員出任，是該市（州）政治建制內的实际最高负责人，被称为“一把手”。
现任地级行政区党委书记中，有3位是少数民族，其中2位是土家族，1位是布依族；任职时间最长的是中国共产党黔南布依族苗族自治州委员会书记唐德智，自2017年5月17日起任职，迄今7年9个月；任职时间最短的是中国共产党黔东南州委员会书记李建，自2023年10月23日起任职，迄今1年4个月。

## 地级市市委书记
| 中共地级市市委 （历任书记）               | 市委书记          | 上任日期 （任职时间）       | 出生年月            | 是否在 省委兼职 | 信息源 |
| ----------------------------------------- | ----------------- | --------------------------- | ------------------- | --------------- | ------ |
| 中国共产党贵阳市委员会 （市委书记列表）   | 胡忠雄            | 2021年9月17日 （3年5个月）  | 1966年1月 （59歲）  | 是              | [ 1 ]  |
| 中国共产党六盘水市委员会 （市委书记列表） | 张定超            | 2023年2月13日 （3年11个月） | 1972年10月 （52歲） |                 | [ 2 ]  |
| 中国共产党遵义市委员会 （市委书记列表）   | 李睿              | 2022年6月2日 （2年9个月）   | 1967年10月 （57歲） | 是              | [ 3 ]  |
| 中国共产党安顺市委员会 （市委书记列表）   | 杨昌鹏 （土家族） | 2021年12月22日 （3年2个月） | 1968年10月 （56歲） |                 | [ 4 ]  |
| 中国共产党铜仁市委员会 （市委书记列表）   | 李作勋            | 2022年3月28日 （2年11个月） | 1972年10月 （52歲） |                 | [ 5 ]  |
| 中国共产党毕节市委员会 （市委书记列表）   | 吴胜华 （布依族） | 2022年5月5日 （2年10个月）  | 1966年10月 （58歲） | 是              | [ 6 ]  |

## 自治州州委书记
| 中共自治州州委 （历任书记）               | 市委书记        | 上任日期 （任职时间）       | 出生年月            | 是否在 省委兼职 | 信息源 |
| ----------------------------------------- | --------------- | --------------------------- | ------------------- | --------------- | ------ |
| 中国共产党黔西南州委员会 （州委书记列表） | 陈昌旭          | 2022年3月20日 （2年11个月） | 1970年1月 （55歲）  |                 | [ 7 ]  |
| 中国共产党黔东南州委员会 （州委书记列表） | 李建 （土家族） | 2023年10月23日 （1年4个月） | 1966年12月 （58歲） |                 | [ 8 ]  |
| 中国共产党黔南州委员会 （州委书记列表）   | 唐德智          | 2017年5月17日 （7年9个月）  | 1965年7月 （59歲）  |                 | [ 9 ]  |